# كأس الدنمارك 2014
كأس الدنمارك 2014 هو الموسم 60 من كأس الدنمارك ‏. أقيم خلال الفترة 15 مارس 2014 وحتى 30 أغسطس 2014، وأشرف على تنظيمه اتحاد جزر فارو لكرة القدم، وكان عدد الأندية المشاركة فيه 18، وفاز فيه فيكينغور غوتا.